# Louis Krasner
Louis Krasner (ur. 21 czerwca 1903 w Czerkasach, zm. 4 maja 1995 w Brookline w stanie Massachusetts) – amerykański skrzypek pochodzenia rosyjskiego.

## Życiorys
W 1908 roku wyemigrował wraz z rodziną do Stanów Zjednoczonych. Studiował w New England Conservatory of Music w Bostonie u Eugene’a Gruenberga i Fredericka Converse’a. Po uzyskaniu w 1923 roku dyplomu wyjechał do Europy, gdzie był uczniem Luciena Capeta, Otakara Ševčíka i Carla Flescha. Koncertował w Europie oraz Stanach Zjednoczonych, propagując muzykę współczesną. Występował m.in. z Berliner Philharmoniker, Wiener Philharmoniker, BBC Symphony Orchestra, Boston Symphony Orchestra, Cleveland Orchestra i New York Philharmonic. Był pierwszym wykonawcą koncertów skrzypcowych Alfredo Caselli (Boston 1928), Albana Berga (Barcelona 1938), Arnolda Schönberga (Filadelfia 1940) i Rogera Sessionsa (Minneapolis 1946). Dokonał pierwszych nagrań płytowych koncertów skrzypcowych Berga i Schönberga.
Od 1944 do 1949 roku był koncertmistrzem Minneapolis Symphony Orchestra. W latach 1949–1972 prowadził klasę skrzypiec i muzyki kameralnej na Syracuse University, od 1960 do 1968 roku prowadził też uniwersytecką orkiestrę symfoniczną. Od 1974 roku wykładał w New England Conservatory of Music w Bostonie.